# Anne-Claude Demierre
Pour les articles homonymes, voir Demierre.
Anne-Claude Demierre, née le 16 août 1961 à Fribourg (originaire de Mézières), est une personnalité politique suisse, membre du Parti socialiste (PS).
Elle est conseillère d’État du canton de Fribourg, responsable de la Direction de la santé et des affaires sociales, de 2007 à 2021.

## Biographie
Anne-Claude Demierre naît Anne-Claude Passalli le 16 août 1961 à Fribourg. Elle est originaire de Mézières, dans le district fribourgeois de la Glâne. Son père, Jacques Passalli, est typographe ; sa mère est née Marie-Louise Brügger.
Elle suit sa scolarité à Bulle, puis obtient un certificat fédéral de capacité de libraire en 1979,. Elle travaille à la bibliothèque publique du Musée gruérien et comme secrétaire comptable pour une PME,.
Elle est mariée à Nicolas Demierre et mère de trois enfants. Elle habite La Tour-de-Trême.

## Parcours politique
Son engagement politique est motivé par l'assassinat de son beau-frère Maurice Demierre au Nicaragua en 1986,. Elle adhère au Parti socialiste en 1988.
Elle est membre du Conseil communal (exécutif) de La Tour-de-Trême puis de Bulle de 1991 à 2006, où elle est notamment responsable des écoles, et députée au Grand Conseil de 1996 à 2006. Elle préside le parlement fribourgeois en 2005,.
En mars 2006, elle annonce officiellement sa candidature pour le Conseil d'État. Elle est élue au second tour le 26 novembre 2006, permettant au parti socialiste d'occuper pour la première fois depuis 60 ans deux sièges au gouvernement. Elle prend la tête de la Direction de la santé et des affaires sociales le 1er janvier suivant. Lors de ce premier mandat, elle met notamment en place un guichet social, introduit une allocation de maternité et réunit les différentes structures hospitalières du canton au sein de l'Hôpital fribourgeois,,.
Elle est réélue au second tour en 2011 (avant-dernière position des élus) et 2016 (dernière position des élus). Elle préside le Conseil d’État en 2013 et 2020.
Elle ne se représente pas pour un quatrième mandat en 2021.

### Profil politique
Le périodique La Gruyère la qualifie en 2011 de femme de dossiers « plus à l'aise dans les exposés minutieux que dans les joutes verbales ».